# Mortal Kombat 1
『Mortal Kombat 1』は、Warner Bros. Gamesが発売したコンピュータゲームであり、対戦格闘ゲームモータルコンバットシリーズ本編の12作目にあたる。略称「MK1」
『MK11』の続編であり、「MK9」に続く、シリーズ2作目のリブート作品。

## リリース
本作はNintendo Switch、PlayStation 5、Windows、Xbox Series X/S用ソフトとして、2023年9月19日に日本国外向けに発売された。11月には、オムニマンをはじめとするゲストキャラクターを収録したDLC「Kombat Pack 1」が配信された。
2024年9月には本編終了後の追加シナリオや、『スクリーム』のゴーストフェイスといったゲストキャラクターを収録した「Kombat Pack 2」こと「Khaos Reigns」が配信された。
また、2025年5月には配信済みのDLCおよび当時公開予定の映画『モータルコンバット2』をモチーフとしたDLCを収録した『Mortal Kombat 1: Definitive Edition』が発表された。これが最後の追加コンテンツとなった。

## システム
本作にはストーリーモード、ロールバックネットコード によるオンラインマルチプレイ、オフラインプレイが搭載されている。新規に「Kameo Fighters」と呼ばれるパートナーに選んだキャラクターがプレイヤーをアシストする機能が追加され、さらに、『MK:A』と『MK:SM』で導入されたAir Kombat combo system（空中コンボシステム）が復活し、本作向けに改良されている。

## キャラクター
本作では、リュウ・カンやスコーピオン、サブ・ゼロなどのキャラクターに加えて、リ・メイやハヴィックなどの『MK4』以降のキャラクターが多数復活した。また、ニタラの声を女優のミーガン・フォックスが担当している。DLC「Kombat Pack」では、ジョニー・ケイジのジャン＝クロード・ヴァン・ダム風のスキンのほか、6人の追加キャラクターと5人のカメオファイターが収録。同DLCにはゲストキャラクターとしてオムニマン、ホームランダー、ピースメイカーが収録されている。
また、一部のキャラクターは、Kameo Fighterとプレイアブルキャラクターの両方を兼ねており、ゲストキャラクターがKameo Fighterを務めることもある。
| プレイアブル | Kameo Fighters | Kombat Pack | Khaos Reigns |
| --- | --- | --- | --- |
| - リュウ・カン - クン・ラオ - ライデン - キタナ - ジョニー・ケイジ - スコーピオン - サブ・ゼロ - スモーク - レプタイル - ケンシ - バラカ - リ・メイ - ミレーナ - レイン - シャン・ツン - ターニャ - アシュラ - ゲラス - ハヴィック - シンデル - ジェネラル・シャオ（シャオ・カーン） - ニタラ - レイコ | - スコーピオン - サブ・ゼロ - クン・ラオ - ジャックス - ソニア・ブレイド - ストライカー - サイラックス - セクター - サリーナ - カノウ - ダリウス - フロスト - ゴロー - モタロー - シュジンコウ | - アーマック - タケダ - クァン・チー - オムニマン - ホームランダー - ピースメイカー Kameo Fighters - フェラー - ジャネット・ケイジ - カメレオン（雌） - マバド - トレマー | - ヌーブ・サイボット - サイラックス - セクター - ゴーストフェイス - T-1000 - コナン Kameo Fighters - マダム・ボー |

## 開発
『MK11』のサポートを終了したNetherRealm Studiosは、2021年7月に新たなプロジェクトに取り組んでいることを発表。ジョニー・ケイジの声優のアンドリュー・ボーウェンは、急遽削除したツイートで第12作目が開発中であることを示唆した。2023年2月、ワーナー・ブラザース・ディスカバリーのCEOデヴィッド・ザスラブは2022年第4四半期の決算説明会で、シリーズ第12弾を同年後半にリリースすると発表した。
2023年5月18日、NetherRealm Studiosは「Mortal Kombat 1」を2023年9月19日に発売するとアナウンスした。同作はリブート作品であり、『MK11』で神として覚醒したリュウ・カンが創造した新時代の時間軸が舞台である。NetherRealm Studiosは、PlayStation 5版、Xbox Series X/S版のいずれかを予約したユーザーは、8月にベータ版にアクセスすることができ、ゲームの発売後、同社はクロスプレイとクロスプログレッションをサポートすると発表した。ジャン＝クロード・ヴァン・ダムをベースにしたジョニー・ケイジのスキンが、プレミアムDLCとして配信予定。 PlayStation 5版とXbox Series X/S版はNetherRealm Studiosが、Windows版はQLOC、Nintendo Switch版はShiver EntertainmentとSaber Interactiveが開発を担当した。

## 評価
ライターのRIKUSYOは、「Game*Spark」に寄せた記事の中で、ナンバリングをリセットしてリブート感を出したり、ピースメイカーをはじめとする人気キャラクターのDLCで新規層へアピールしつつも、古参のファンも喜ぶ要素をちりばめた点を評価しており、（レビュー執筆時点で）日本で発売されないことを惜しんでいる。